# Burgstall Hainburg
Der Burgstall Hainburg, auch Burgstall Rüsselbach genannt, ist eine abgegangene mittelalterliche Höhenburg bei Rüsselbach, einem Gemeindeteil der Marktgemeinde Igensdorf im Landkreis Forchheim in Bayern.

## Geografische Lage
Der Burgstall der Spornburg befindet sich auf einer spornartigen Erhebung des Kühebergs (auf der „Katz“) bei 507 m ü. NN über Unterrüsselbach. Südlich der Burg verläuft das Rüsselbachtal, westlich das Schwabachtal und nördlich das Kalkachtal. im Osten befindet sich ein Bergrücken.

## Beschreibung
Die 140 mal 90 Meter messende Burganlage, gesichert durch ein mächtiges Wall-Graben-System, verfügte über eine Kernburg und eine Vorburg mit einer südlichen und nördlichen Erweiterung. 
Ein hochauflösender 3d-Geländescan sowie Geländespuren weisen auf eine Befestigungsanlage des 11. bis 12. Jahrhunderts, die im 13. Jahrhundert erweitert wurde. Vermutlich war die Veste Sitz mehreren
Burgherrenfamilien. 1504 wurde die Anlage bereits als „purkstal“ bei Unterrüsselbach bezeichnet und 1567 als Burgstall Rüsselbach. Es gibt einen Hinweis, dass die Burg im Besitz der im 12. Jahrhundert ausgestorbenen Reichsministerialen von Rüsselbach war.